# Chilecito

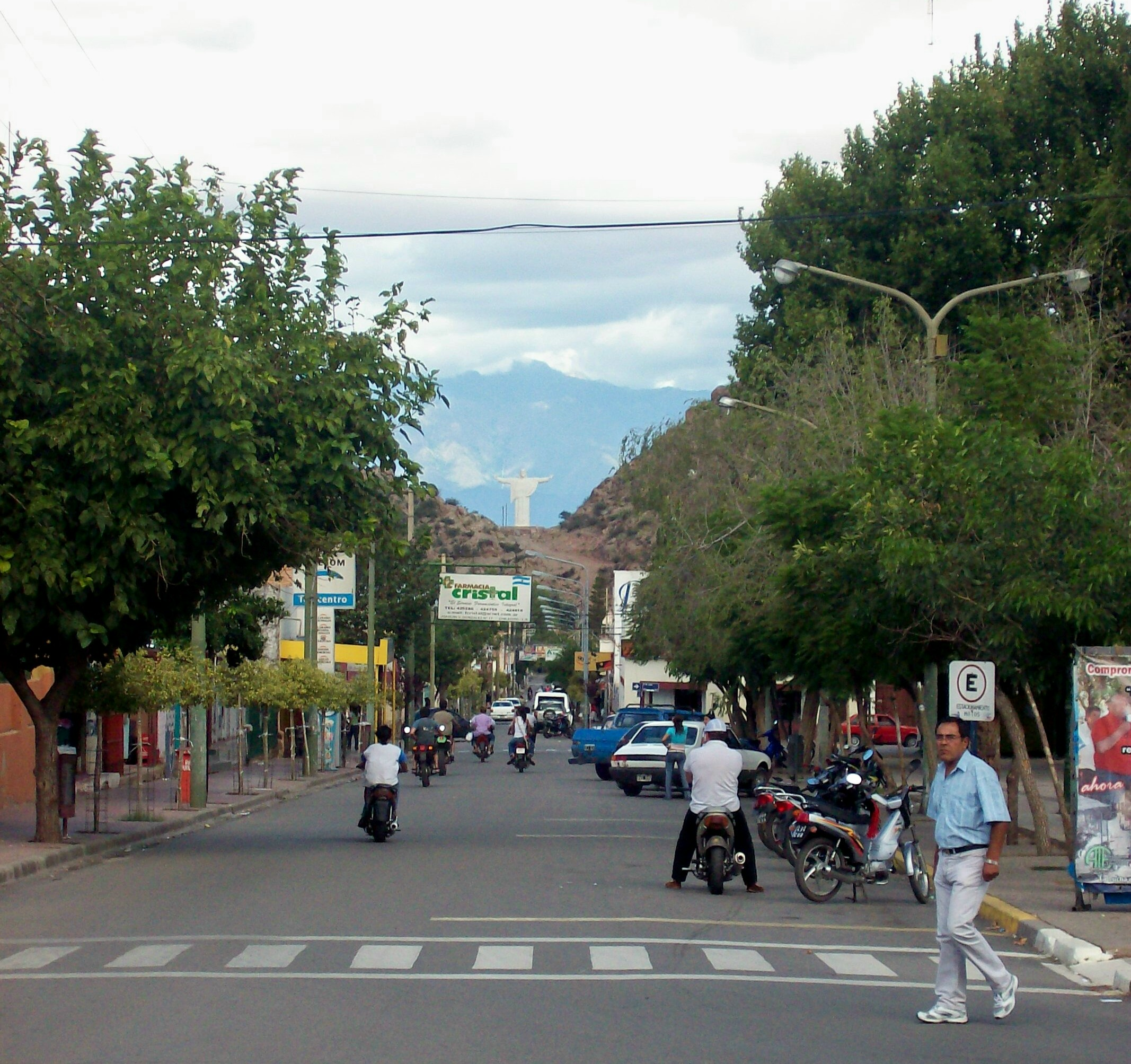
Rua Joaquín V. González, Chilecito. Fotografia datada de 25 de fevereiro de 2008.

Chilecito é uma cidade da Argentina, localizada na província de La Rioja